# Audrey Niffenegger
Audrey Niffenegger   (South Haven, 13 de juny de 1963) és una novel·lista i professora universitària nord-americana.
És professora a la Universitat de Colúmbia a Chicago on imparteix classes de producció editorial i creació literària. Adicionalment també és artista plàstica i ha exposat a la Printworks Gallery, de Chicago.
La seva primera novel·la The Time Traveler's Wife (2003) va convertir-se en un èxit de vendes i va ser adaptada al cinema el 2009. L'obra narra la història d'un home amb un desordre genètic que li provoca viatjar en el temps de forma descontrolada, i la seva dona que es veu obligada a viure amb les seves absències. La novel·la, classificada com a romàntica i de ciència-ficció, ha estat considerada una metàfora de les relacions fallides i li permet utilitzar el viatge en el temps per reflexionar sobre temes com l'amor o el lliure albir.

### Novel·les
- The Time Traveler's Wife (2003)
- Una simetria inquietant (2009)
- Raven Girl (2013)

### Històries curtes
- Jakob Wywialowski and the Angels (2004)
- Prudence: The Cautionary Tale of a Picky Eater al llibre Poisonous Plants at Table (2006)